# MPEG Transport Stream

Plusieurs programmes MPEG sont combinés en un flux MPEG-TS avant transmission. Ici le standard de transmission est ATSC, mais ce pourrait tout aussi bien être DVB.

Le protocole MPEG Transport Stream (flux de transport MPEG, en abrégé MPEG-TS, TS ou TP) est une norme du Moving Picture Experts Group, qui définit les aspects de transport à travers des réseaux pour la télévision numérique. Son but premier est de permettre le multiplexage de vidéo et d'audio, afin de synchroniser le tout. Un flux MPEG-TS peut comprendre plusieurs programmes audio/vidéo, ainsi que des données de description de programmes et de service.
MPEG-TS comprend des fonctions de correction d'erreur pour le transport sur média non-sûr, et est largement utilisé pour la télévision numérique terrestre, par câble ou par satellite. Notamment, les standards de diffusion DVB et l'ATSC font appel à MPEG-TS. C'est un équivalent au Program Stream, protocole visant lui les médias dit sûrs, comme le DVD.
MPEG-TS est spécifié dans la norme MPEG-2 partie 1 (System, standard ISO/IEC 13818-1). 

## Logiciels permettant l'édition des fichiers vidéo .ts

### Logiciels propriétaires
- AVS Video Editor (en) (Windows)
- VideoReDo TVSuite V4 (Windows)
- Smartcutter (Windows)
- ConvertXtoDVD4 (Windows)
- Adobe Premiere Pro (Windows)

### Logiciels libres et open source
- Avidemux, à partir de la version 2.6 (Windows, Mac et GNU/Linux)
- HandBrake (Windows, Mac et GNU/Linux)
- Pitivi, en s'appuyant sur GStreamer version 1.4 ou supérieure (GNU/Linux)
- SMPlayer (Windows, GNU/Linux)
- VLC, (Windows, Mac et GNU/Linux)